# Pravicový populismus
Pravicový populismus (občas nazývaný také jako národní populismus nebo pravicový nacionalismus) je politická ideologie, která spojuje pravicovou politiku a populistickou rétoriku a témata. Rétorika často spočívá v antielitářských a antiintelektuálních náladách, odporu k establishmentu a oslovování „obyčejných lidí.“ Jak pravicový, tak levicový populismus se staví proti údajnému ovládání liberálních demokracií elitami; levicový populismus se však staví také proti moci velkých korporací a jejich spojenců, zatímco pravicový populismus obvykle podporuje silnou kontrolu imigrace.
V Evropě se termín pravicový populismus používá pro označení skupin, politiků a politických stran, které jsou obecně známé svým odporem k imigraci, zejména z islámského světa, a euroskepticismem. Pravicový populismus je v západním světě obecně spojován s ideologiemi, jako je antiekologismus, nový nacionalismus, antiglobalizace nativismus a protekcionismus. Evropští pravicoví populisté mohou podporovat rozšiřování sociálního státu, ale pouze pro „zasloužilé“; tento koncept bývá označován jako „sociální šovinismus.“
Od 90. let 20. století se v zákonodárných sborech různých demokratických zemí etablovaly pravicově-populistické strany. Ačkoli krajně pravicová hnutí ve Spojených státech (kde jsou obvykle označována jako „radikální pravice“) bývají charakterizována atomisticky, někteří autoři je považují za součást širšího pravicově-populistického fenoménu.
Od velké recese začala růst popularita evropských pravicově-populistických hnutí, jako je Národní sdružení (dříve Národní fronta) ve Francii, Liga v Itálii, Strana pro svobodu a Fórum pro demokracii v Nizozemsku, Strana Finů, Švédští demokraté, Dánská lidová strana, Svobodná strana Rakouska, Strana nezávislosti Spojeného království a Strana brexitu. Z velké části je tomu tak kvůli rostoucímu odporu vůči imigraci z Blízkého východu a Afriky, rostoucímu euroskepticismu a nespokojenosti s hospodářskou politikou Evropské unie. Americký prezident Donald Trump vyhrál v roce 2016 prezidentské volby ve Spojených státech poté, co kandidoval s programem, který zahrnoval pravicově-populistická témata.

## Definice
Pravicový populismus je ideologie, která se z většiny hlásí k nacionalismu, sociálnímu konzervatismu a ekonomickému nacionalismu.
Cas Mudde tvrdí, že „populistickou radikální pravici“ lze definovat dvěma způsoby: maximálním a minimálním, přičemž „maximální“ skupina je podskupinou „minimální“ skupiny. Minimální definice popisuje to, co Michael Freeden nazval „základním konceptem“ pravicově-populistické ideologie, tedy konceptem společným všem stranám obecně zařazeným do této rodiny. V hlavní literatuře dochází Mudde k závěru, že základním pojmem pravicového populismu „je bezpochyby ‚národ‘“. „Tento pojem,“ vysvětluje, „jistě funguje také jako ‚věšák na kabáty‘ pro většinu ostatních ideologických rysů. Z toho vyplývá, že minimální definice stranické rodiny by měla vycházet z klíčového pojmu – národa.“ Odmítá však používání pojmu „nacionalismus“ jako „základní ideologie“ pravicového populismu s odůvodněním, že existují i čistě „občanské“ nebo „liberální“ formy nacionalismu, a místo toho dává přednost termínu „nativismus“: xenofobní formě nacionalismu, která tvrdí, že „státy by měly být obývány výhradně příslušníky domácí skupiny (‚národa‘) a že nepůvodní prvky (osoby a ideje) jsou pro homogenní národní stát zásadně ohrožující.“
Mudde dále tvrdí, že „nativismus sice může zahrnovat rasistické argumenty, ale může být i nerasistický (včetně a vylučování na základě kultury nebo dokonce náboženství)“ a že termín nativismus neredukuje strany na pouhé strany s jedním tématem, jako to dělá termín „protiimigrační.“ V maximální definici se k nativismu přidává autoritářství (postoj, který nemusí být nutně antidemokratický nebo automatický, upřednostňující „právo a pořádek“ a podřízení se autoritě) a populismus (ideologie, která považuje společnost v konečném důsledku za rozdělenou na dvě homogenní a antagonistické skupiny, „čistý lid“ versus „zkorumpované elity,“ a která tvrdí, že politika by měla být výrazem „obecné vůle lidu,“ v případě potřeby před lidskými právy nebo ústavními zárukami). Cas Mudde a Cristóbal Rovira Kaltwasser v roce 2017 zopakovali, že v rámci evropského pravicového populismu existuje „sňatek z rozumu“ populismu založeného na „etnické a šovinistické definici národa,“ autoritářství a nativismu. To má za následek, že pravicový populismus má „xenofobní povahu.“
Roger Eatwell, emeritní profesor srovnávací politiky na University of Bath, píše, že „zatímco populismus a fašismus se ideologicky výrazně liší, v praxi si fašismus vypůjčil aspekty populistického diskurzu a stylu a populismus se může zvrhnout v autoritářskou a exkluzivistickou politiku orientovanou na vůdce.“ K tomu, aby populismus přešel ve fašismus nebo protofašismus, je zapotřebí „nihilistická kultura a neřešitelná krize.“
Populismus je podobně jako fašismus reakcí na liberální a socialistická vysvětlení politiky. A stejně jako fašismus ani populismus neuznává legitimní politické místo pro opozici, kterou považuje za jednající proti přáním lidu a kterou zároveň obviňuje z tyranie, spiklenectví a antidemokracie. ... Z oponentů dělá veřejné nepřátele, ale pouze rétoricky. Pokud populismus přejde od rétorického nepřátelství k praktikám identifikace a pronásledování nepřítele, můžeme hovořit o jeho přeměně ve fašismus nebo jinou formu diktátorské represe. K tomu už v minulosti došlo ... a bezpochyby by k tomu mohlo dojít i v budoucnosti. Taková morfologie populismu zpět ve fašismus je vždy možná, ale je velmi neobvyklá, a když k ní dojde a populismus se stane plně antidemokratickým, už to není populismus.
Erik Berggren a Andres Neergard v roce 2015 napsali, že „většina výzkumníků se shoduje, že xenofobie, protiimigrační nálady, nativismus a etnonacionalismus jsou různými způsoby ústředními prvky ideologie, politiky a praxe pravicového populismu a krajně pravicových stran.“ Podobně historik Rick Shenkman popisuje ideologii pravicového populismu jako „smrtící směs xenofobie, rasismu a autoritářství.“ Tamir Bar-On v roce 2018 také dospěl k závěru, že literatura obecně považuje za základní koncept ideologie „nativismus“ nebo „etnický nacionalismus,“ který „implicitně představuje politicky dominantní skupinu, zatímco menšiny jsou chápány jako hrozba pro národ.“ Je „obecně, ale ne nutně rasistický.“ Například v případě nizozemské Strany pro svobodu „představuje hlavního ‚nepřítele‘ náboženská menšina (tj. muslimové) namísto etnické menšiny.“
Vědci používají nejednotnou terminologii, někdy označují pravicový populismus jako „krajní pravici“ nebo používají jiné termíny, například nový nacionalismus. Pippa Norrisová poznamenala, že „standardní referenční práce používají střídavé typologie a různá označení, která kategorizují strany jako ‚krajní‘ nebo ‚extrémní‘ pravici, ‚novou pravici,‘ ‚protiimigrační‘ nebo ‚neofašistickou,‘ ‚antiestablishmentovou,‘ ‚národně populistickou,‘ ‚protestní,‘ ‚etnickou,‘ ‚autoritářskou,‘ ‚protivládní,‘ ‚antistranickou,‘ ‚ultranacionalistickou,‘ ‚neoliberální,‘ ,pravicově liberální‘ a tak dále.“

## Motivace a metody
Podle Rogera Eatwella a Matthewa Goodwina „národní populisté upřednostňují kulturu a zájmy národa a slibují, že dají hlas lidu, který má pocit, že je vzdálenými a často zkorumpovanými elitami opomíjen, ba dokonce jimi pohrdá“. Jsou součástí „rostoucí vzpoury proti hlavnímu politickému proudu a liberálním hodnotám“, jak tvrdí Eatwell a Goodwin. „Tato výzva není obecně protidemokratická. Nacionální populisté se spíše staví proti některým aspektům liberální demokracie, jak se vyvinula na Západě. Jejich 'přímé' pojetí demokracie se liší od „liberálního“ pojetí demokracie, které vzkvétalo na celém Západě po porážce fašismu a které postupně získávalo elitářský charakter.“ Kromě toho národní populisté napadají to, co nazývají „erozí národního státu“, „hyperetnickou změnou“ a „schopností rychle absorbovat vysokou míru imigrace“, „vysoce nerovnými společnostmi“ současného ekonomického uspořádání Západu a jsou podezřívaví vůči „kosmopolitním a globalizačním programům“. Populistické strany využívají krizi ve svých domácích vládách k posílení antiglobalistických reakcí; ty zahrnují zdrženlivost vůči obchodu a protiimigrační politiku. Podpora těchto ideologií běžně pochází od lidí, jejichž zaměstnání může mít nízkou profesní mobilitu. Díky tomu je u nich větší pravděpodobnost, že si vytvoří protiimigrační a antiglobalizační mentalitu, která se shoduje s ideály populistické strany.
Jean-Yves Camus a Nicolas Lebourg vidí „národní populismus“ jako pokus o spojení socioekonomických hodnot levice a politických hodnot pravice a podporu referendové republiky, která by obešla tradiční politické rozdělení a instituce. Jelikož usilují o jednotu politického (démos), etnického (etnos) a sociálního (dělnická třída) výkladu „lidu“, národní populisté tvrdí, že hájí „průměrného občana“ a „zdravý rozum“ proti „zradě nevyhnutelně zkorumpovaných elit“. Podle ideologa Národní fronty Françoise Duprata, který se v 70. letech inspiroval tehdejší latinskoamerickou pravicí, je cílem pravicového populismu vytvořit „národní, sociální a lidovou“ ideologii. Jestliže populismus jako takový je společný jak levicovým, tak pravicovým stranám, jejich východiska se skutečně liší v tom, že pravicoví populisté vnímají společnost ve stavu úpadku, z něhož „může národ osvobodit pouze zdravý prostý lid tím, že z různých společenských vrstev vytvoří jednu národní třídu a odvrhne zkorumpované elity“.
Z metodologického hlediska jsou pravicoví populisté schopni, slovy sociologa Jense Rydgrena, „mobilizovat xenofobní a rasistické názory veřejnosti, aniž by byli stigmatizováni jako rasisté“ tím, že si osvojují koncepty levice, jako je multikulturalismus a etnopluralismus, které levice prosazuje jako prostředek k zachování menšinových etnických kultur v pluralitní společnosti, a následně se zbavují jejich nehierarchické podstaty.

## Historie
Evropský pravicový populismus lze vysledovat v období 1870-1900 po prusko-francouzské válce, kdy se v Německu a Francii zrodily dva různé proudy: völkisch a boulangismus. Völkischen představovali romantickou nacionalistickou, rasistickou a od 90. let 19. století antisemitskou tendenci v německé společnosti, neboť si idealizovali bio-mystický „původní národ“, který se podle jejich názorů stále nacházel ve venkovských oblastech, formu „primitivní demokracie svobodně podřízené svým přirozeným elitám“. Ve Francii protiparlamentní Ligue des Patriotes, vedená Boulangerem, Déroulèdem a Barrèsem, požadovala „plebiscitní republiku“, v níž by byl prezident volen ve všeobecných volbách a vůle lidu by nebyla vyjadřována prostřednictvím volených zástupců („zkorumpovaných elit“), nýbrž prostřednictvím „legislativních plebiscitů“, což je jiný název pro referenda. Po Dreyfusově aféře (1894) se také vyvinul v antisemitismus.
Moderní nacionální populismus – který Pierro Ignazi nazval „postindustriálními stranami“ – se objevil v 70. letech 20. století a jeho dynamiku podpořilo odmítání sociálního státu a daňového systému, které voliči považovali za „konfiskační“. Také vzestup xenofobie na pozadí imigrace, která byla vzhledem k tomu, že pocházela z mimoevropských zemí, považována za nový druh. A konečně konec prosperity, která panovala od poválečné éry, symbolizovaný ropnou krizí v roce 1973. V důsledku toho se na počátku 70. let objevily dvě předstupně: Strana pokroku, předchůdkyně Dánské lidové strany, a Strana Anderse Langeho v Norsku.
Po útocích z 11. září se zvedla nová vlna pravicového populismu. „Neopopulisté“ jsou nacionalističtí a islamofobní politici, kteří usilují o to, „aby se stali obhájci svobod menšin (gayů, Židů, žen) proti arabsko-muslimským masám“; tento trend nejprve ztělesňoval nizozemský List Pima Fortuyna a později na něj navázala Strana pro svobodu Geerta Wilderse a Národní sdružení Marine Le Penové. Podle Jeana-Yvese Camuse a Nicolase Lebourga však tyto strany nepředstavují skutečný synkretismus levice a pravice, neboť jejich ideologie i voličská základna jsou mezitřídní. Neopopulistické strany navíc přešly od kritiky sociálního státu ke kritice multikulturalismu a jejich prioritním požadavkem zůstává omezení imigrace.

## Současná hnutí podle zemí
Piero Ignazi rozdělil pravicově-populistické strany, které nazval „krajně pravicové strany“, do dvou kategorií: tradiční pravicové strany, které se vyvinuly z historické pravice, a postindustriální strany, které se vyvinuly nezávisle. Do první kategorie zařadil Britskou národní stranu, Národní demokratickou stranu Německa, Německou lidovou unii a bývalou nizozemskou Stranu středu, jejímž prototypem by bylo rozpuštěné Italské sociální hnutí; zatímco do druhé kategorie zařadil francouzskou Národní frontu, německé Republikány, nizozemské Středové demokraty, bývalý belgický Vlámský blok (který by zahrnoval určité aspekty tradičních krajně pravicových stran), Dánskou stranu pokroku, Norskou stranu pokroku a Svobodnou stranu Rakouska.
Mezi pravicově-populistické strany v anglicky mluvících zemích patří britská Strana nezávislosti a australská strana One Nation. Republikánská strana USA a Konzervativní strana Kanady zahrnují pravicově-populistické frakce.

### Evropské země

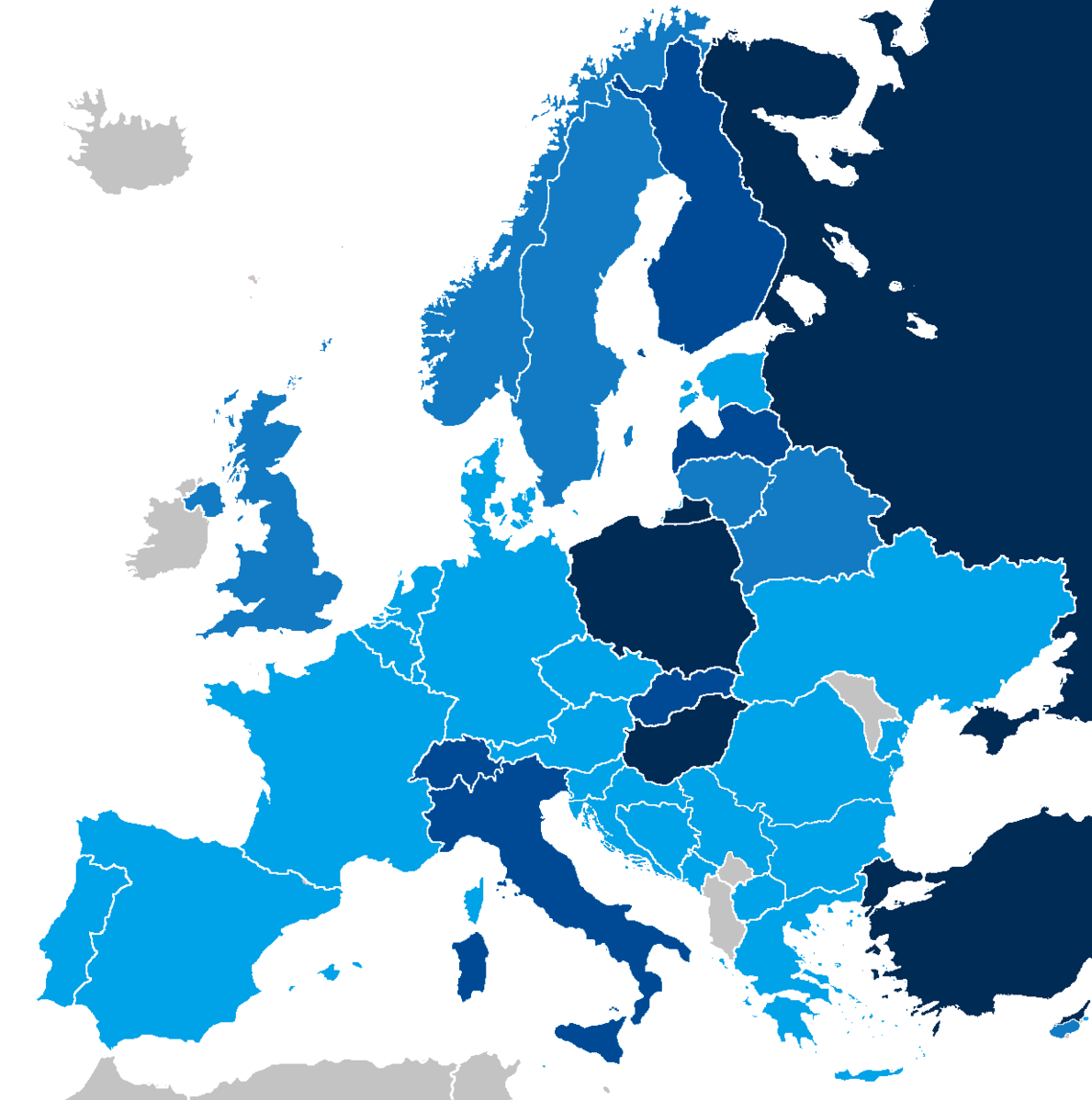
Evropské národní parlamenty se zástupci pravicově-populistických stran v květnu 2019:
Pravicoví populisté zastoupení v parlamentu
Pravicoví populisté poskytující vládě vnější podporu
Pravicoví populisté zapojení do vlády
Pravicoví populisté jmenují premiéra/prezidenta

Vysocí diplomaté Evropské unie uvádějí, že v Evropě roste znepokojení z ruské finanční podpory krajně pravicových a populistických hnutí, a listu Financial Times sdělili, že zpravodajské služby „několika“ zemí zintenzivnily kontrolu možných vazeb na Moskvu. V roce 2016 Česká republika varovala, že se Rusko snaží „rozdělit a ovládnout“ Evropskou unii podporou pravicově-populistických politiků v celém bloku.
Stejně jako ve Spojených státech amerických se však zdá, že existuje základní problém, o kterém se v médiích příliš nemluví. Tímto základním problémem je bydlení. Studie z roku 2019 ukazuje obrovskou korelaci mezi cenou bydlení a hlasováním pro populistické strany. V této studii se ukázalo, že Francouzi, u nichž cena jejich domů stagnovala nebo klesala, mnohem častěji volili Marine Le Penovou ve francouzských prezidentských volbách v roce 2017. Zatímco ti, kterým cena jejich domu rostla, mnohem častěji volili Emmanuela Macrona. Stejný vzorec se objevil v referendu o členství Spojeného království v Evropské unii v roce 2016, v němž ti, kteří zaznamenali růst ceny svého domu, hlasovali pro setrvání. Zatímco ti, kteří viděli její stagnaci nebo pokles, hlasovali pro odchod.

#### Česko
Nejvýznamnější pravicově-populistickou stranou v Česku je Svoboda a přímá demokracie, kterou vede Tomio Okamura. Strana se staví odmítavě k členství České republiky v Evropské unii a vyzývá k vystoupení České republiky z tohoto společenství. Strana prosazuje restriktivnější imigrační politiku, zejména vůči přistěhovalcům z islámských zemí, a odmítá multikulturalismus. Důrazně se staví proti nelegálnímu přistěhovalectví a politice kvót pro migranty v EU, která podle ní povede k „islamizaci“ Evropy. Projevuje se také kriticky vůči LGBT komunitě a odmítá osvojení dětí stejnopohlavními páry. Strana své postoje zdůvodňuje tím, že je třeba chránit židovsko-křesťanskou identitu Evropy.

#### Rakousko
Svobodná strana Rakouska (FPÖ) založená v roce 1955 se hlásí k „třetímu táboru“ (Drittes Lager) vedle Sociálně demokratické strany Rakouska a sociálně-katolické Rakouské lidové strany. Stala se nástupkyní Svazu nezávislých, založeného po druhé světové válce, a převzala předválečné dědictví německého nacionalismu, ačkoli se nehlásila k nacismu a umístila se do politického středu. Ačkoli si po desetiletí nezískala velkou popularitu, uplatňovala značnou mocenskou rovnováhu tím, že podporovala několik spolkových vlád, ať už pravicových, nebo levicových, např. socialistický Kreiskův kabinet z roku 1970.

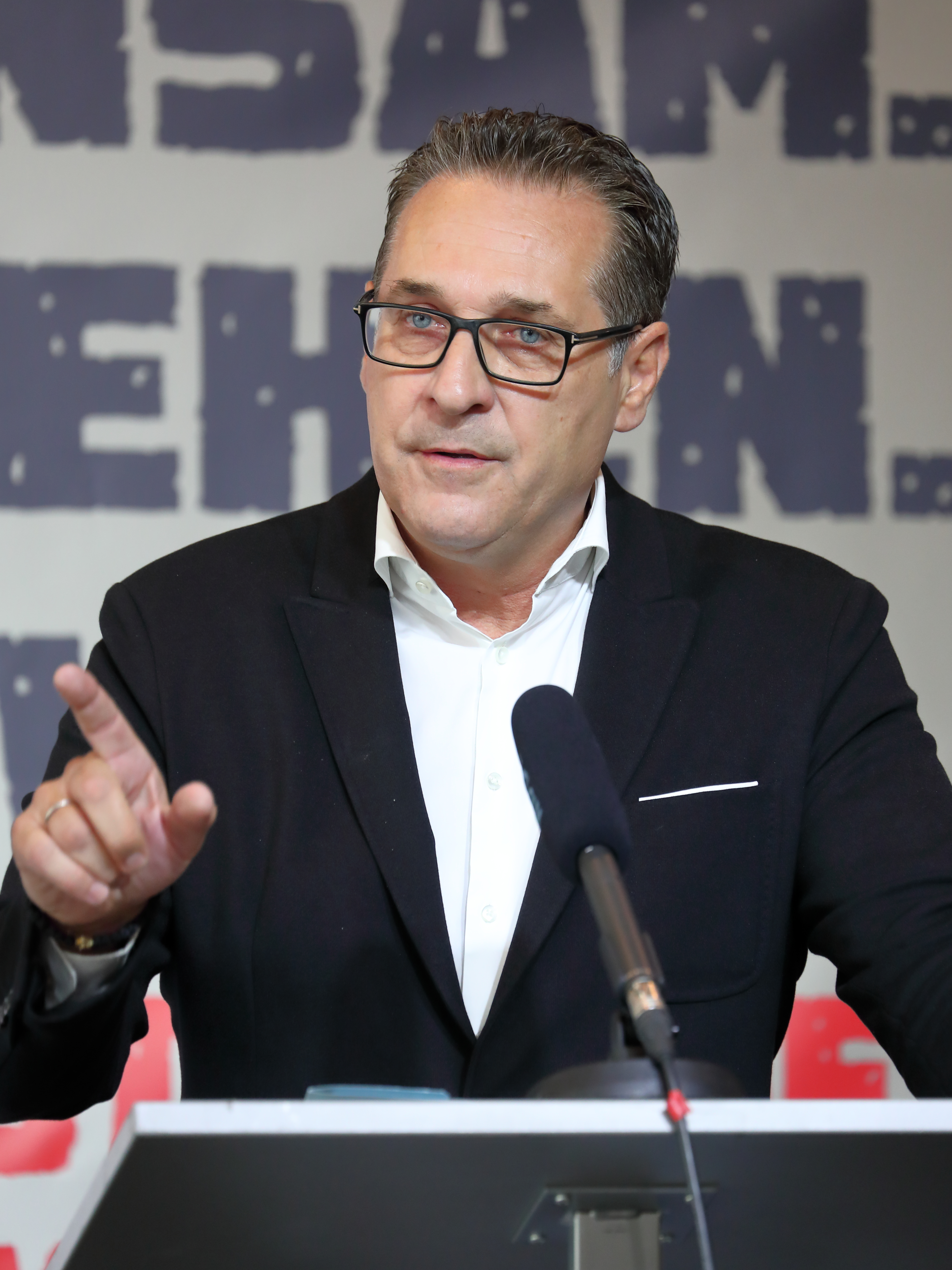
Heinz-Christian Strache, bývalý předseda Svobodné strany Rakouska a rakouský vicekancléř.

Od roku 1980 zastávala FPÖ liberálnější postoje. Po spolkových volbách v roce 1983 vstoupila do koaliční vlády se Sociálně demokratickou stranou, v níž předseda strany Norbert Steger zastával funkci vicekancléře. Liberální období však skončilo, když byl v roce 1986 zvolen předsedou Jörg Haider. Svým přízemním vystupováním a vlasteneckým postojem Haider znovu integroval nacionalistickou voličskou základnu strany. Nicméně dokázal získat hlasy i od velké části obyvatelstva zklamaného politikou tím, že veřejně odsoudil korupci a nepotismus rakouského proporčního systému. K volebnímu úspěchu přispěl vstup Rakouska do Evropské unie v roce 1995.
Ve spolkových volbách v roce 1999 se FPÖ stala s 26,9 % odevzdaných hlasů druhou nejsilnější stranou v parlamentu Národní rady. Po vstupu do koaliční vlády s lidovci musel Haider čelit pracovní neschopnosti několika ministrů FPÖ, ale také nemožnosti agitace proti členům vlastního kabinetu. Ztrátě reputace FPÖ nakonec v roce 2005 čelil obnovením Svazu pro budoucnost Rakouska (BZÖ), aby mohl pokračovat ve své vládě. Zbývající členové FPÖ zvolili Heinze-Christiana Stracheho předsedou, ale od spolkových voleb v roce 2006 obě pravicové strany kandidují samostatně. Poté, co Haider v roce 2008 zahynul při autonehodě, ztratila BZÖ značnou část podpory.
V následujících volbách FPÖ získala zpět velkou část své podpory. Její kandidát Norbert Hofer se v roce 2016 dostal do druhého kola prezidentských voleb, které však těsně prohrál. Po parlamentních volbách v roce 2017 vytvořila FPÖ vládní koalici s Rakouskou lidovou stranou, ale v roce 2019 ztratila mandáty.

#### Belgie

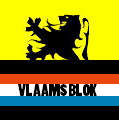
Vlajka používaná dnes již neexistující stranou Vlámský blok

Vlámský blok, založený v roce 1978, se opíral o platformu práva a pořádku, protiimigračního postoje (se zvláštním důrazem na islámskou imigraci) a odtržení flanderského regionu země. Secese měla původně skončit připojením Vlámska ke kulturně a jazykově podobnému Nizozemsku, než bylo od tohoto plánu upuštěno kvůli multikulturalismu v této zemi. Ve volbách do vlámského parlamentu v červnu 2004 získala strana 24,2 % hlasů, v rozmezí necelých 2 % se tak stala největší stranou. V listopadu téhož roku však byla strana na základě protirasistického zákona prohlášena za nelegální, mimo jiné kvůli prosazování segregovaných škol pro občany a přistěhovalce.
Za necelý týden byla strana obnovena pod názvem Vlaams Belang s téměř totožnou ideologií. Obhajuje přijetí vlámské kultury a jazyka přistěhovalci, kteří chtějí v zemi zůstat. Navzdory některým obviněním z antisemitismu ze strany belgického židovského obyvatelstva projevuje strana v rámci svého odporu k islámu pevný proizraelský postoj. Vlaams Belang je s 23 ze 124 křesel vedoucí opozicí ve vlámském parlamentu a má také 11 ze 150 křesel v belgické Sněmovně reprezentantů.
Mischaël Modrikamen, spolupracovník Steva Bannona, byl předsedou strany Parti Populaire (PP), která se účastnila voleb ve Valonsku.
Od federálních, regionálních a evropských voleb 2019 se Vlaams Belang (VB) vyšplhala z 248 843 hlasů v roce 2014 na 783 977 hlasů 26. května 2019.

#### Bulharsko
Volja je pravicově-populistická politická strana, kterou 15. července 2007 založil bulharský podnikatel Veselin Mareshki. Před rokem 2016 byla známá pod různými názvy: Dnes a Liberální aliance. Strana prosazuje populistickou a reformní politiku, vlastenectví, přísné kontroly přistěhovalectví, přátelštější vztahy s Ruskem, vystoupení Bulharska z NATO a potřebu „vymést odpadky“ zkorumpovaného politického establishmentu.

#### Kypr
ELAM (Národní lidová fronta) vznikla v roce 2008. Její program zahrnuje zachování kyperské identity, nesouhlas s další evropskou integrací, imigrací a status quo, který přetrvává kvůli turecké invazi na třetinu ostrova (a neochotě mezinárodního společenství tuto otázku řešit).[zdroj?]

#### Dánsko
Na počátku 70. let byla domovem nejsilnější pravicově-populistické strany v Evropě dánská Strana pokroku. Ve volbách v roce 1973 získala téměř 16 % hlasů. V následujících letech její podpora klesala, ale v 90. letech ji nahradila Dánská lidová strana, která se stala důležitou podpůrnou stranou vládní liberálně-konzervativní koalice od začátku 21. století. Dánská lidová strana je v současnosti největší a nejvlivnější pravicově-populistickou stranou v Dánsku. V dánských parlamentních volbách v roce 2015 získala 37 křesel a stala se druhou největší stranou v Dánsku. Dánská lidová strana prosazuje omezení imigrace, zejména z nezápadních zemí, podporuje kulturní asimilaci první generace migrantů do dánské společnosti a je proti tomu, aby se Dánsko stalo multikulturní společností.
Dánská lidová strana si navíc klade za cíl prosazovat přísný právní stát, udržovat silný sociální systém pro potřebné, podporovat hospodářský růst posilováním vzdělání a povzbuzováním lidí k práci a zasazovat se o ochranu životního prostředí. V roce 2015 byla založena Nová pravice, která má v současném Folketingu 4 křesla.

#### Finsko
Ve Finsku je hlavní pravicovou stranou Strana Finů. Spolu s Národní koalicí a Stranou středu vytvořila po parlamentních volbách v roce 2015 vládní koalici. V roce 2017 se vládní větev oddělila a vytvořila Modrou reformu, která převzala koaliční pozici od Strany Finů. Strana Finů tak skončila v opozici a následně se stala nejrychleji rostoucí stranou ve Finsku. V roce 2018 založil finský poslanec Paavo Väyrynen Hnutí sedmi hvězd. Strana je protiimigrační, ale v hospodářské politice se pohybuje ve středu.

#### Francie

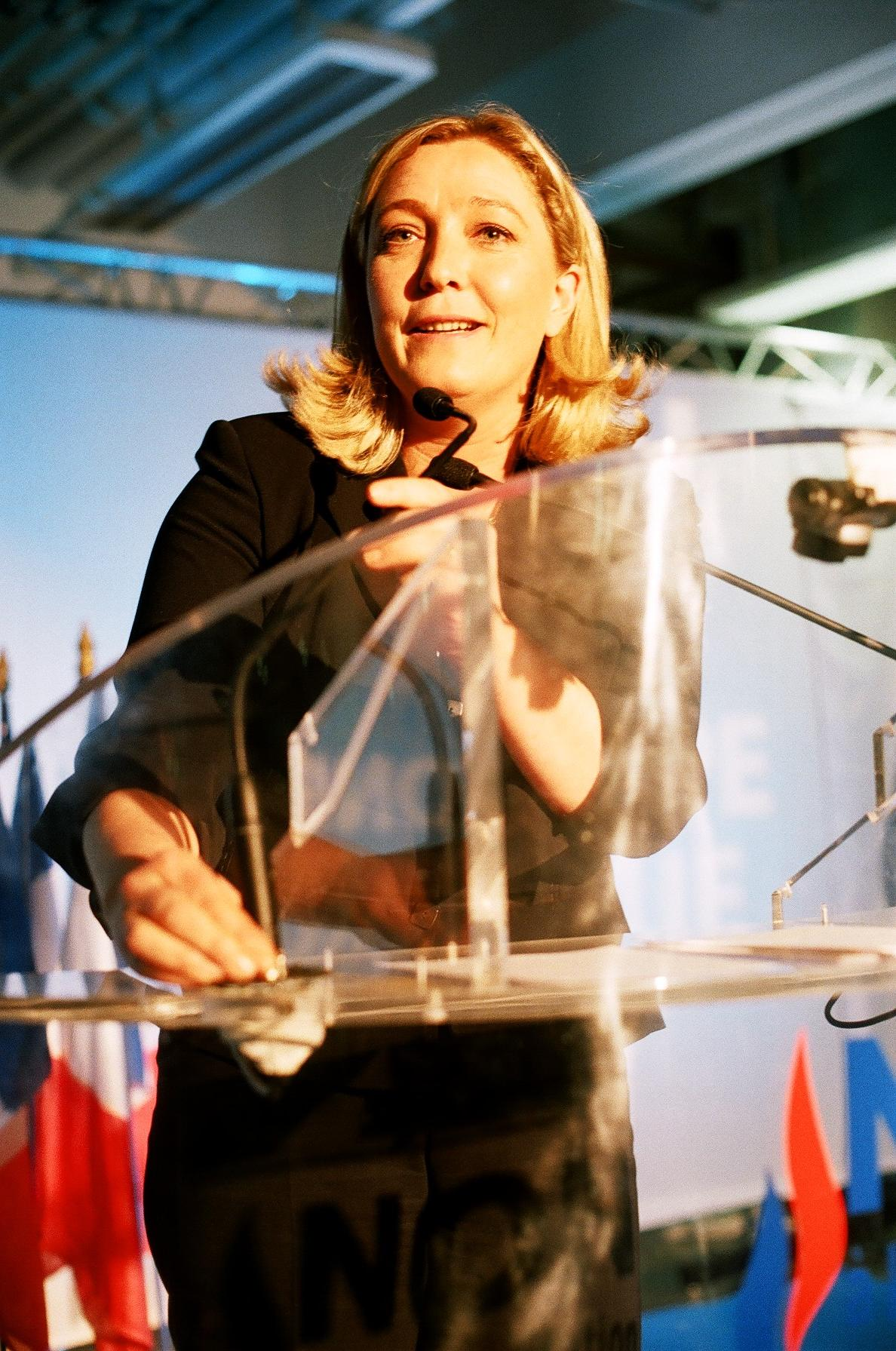
Marine Le Penová, vůdkyně Národního sdružení a kandidátka na prezidentku v roce 2017

Francouzská Národní fronta (NF) – v roce 2018 přejmenovaná na Národní sdružení – je označována za „prototyp populistické radikální pravicové strany“.
Stranu založil v roce 1972 Jean-Marie Le Pen jako sjednocení řady tehdejších francouzských nacionalistických hnutí a rozvinul ji v dobře organizovanou stranu. Po desetiletém boji dosáhla strana svého prvního vrcholu v roce 1984. V roce 2002 získala Le Penová v prvním kole hlasování o francouzského prezidenta více hlasů než socialistický kandidát a poprvé se tak kandidát NF dostal do druhého kola voleb na vysoké úrovni.
Od roku 2011, kdy se do čela strany postavila Le Penova dcera Marine Le Penová, se Národní fronta stala jednou z hlavních politických stran ve Francii. Politika Marine Le Penové zaměřená na „oddémonizování“, resp. normalizaci strany vedla k tomu, že bylo jejímu otci nejprve pozastaveno členství a poté v roce 2015 ze strany vyloučen.
Marine Le Penová skončila ve volbách v roce 2017 na druhém místě a prohrála ve druhém kole hlasování s Emmanuelem Macronem, které se konalo 7. května 2017. Průzkumy veřejného mínění zveřejněné v roce 2018 však ukázaly, že většina Francouzů považuje tuto stranu za hrozbu pro demokracii.

#### Maďarsko

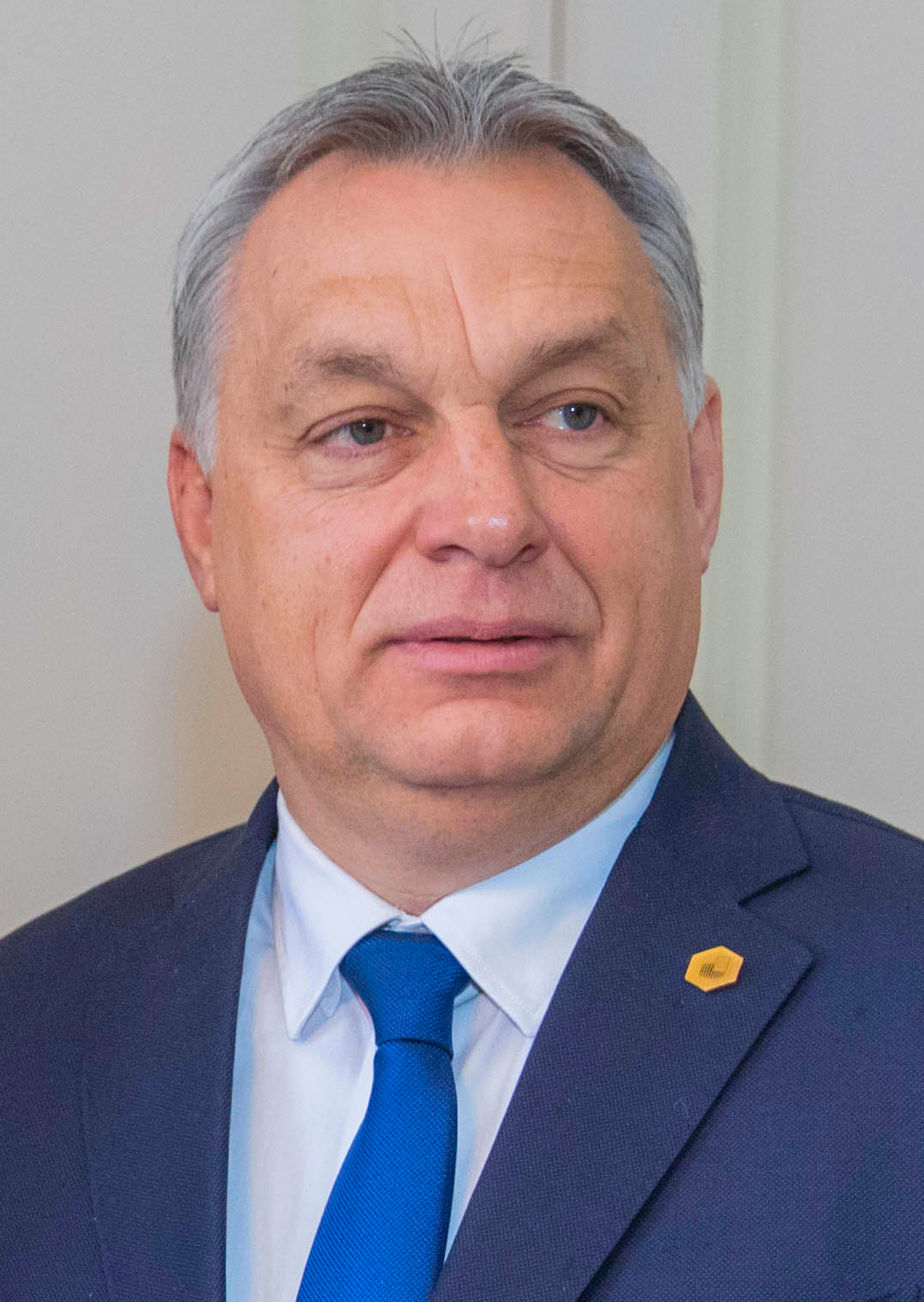
Viktor Orbán (Fidesz-KDNP), maďarský premiér

Maďarské parlamentní volby 2018 přinesly vítězství aliance Fidesz-KDNP, která si zachovala dvoutřetinovou většinu a Viktor Orbán zůstal premiérem. Orbán a Fidesz vedli kampaň především na téma imigrace a zahraničního vměšování a volby byly vnímány jako vítězství pravicového populismu v Evropě.

#### Německo

Alternativa pro Německo je politická strana, která byla založena v roce 2013 a nyní je vedena Jörgem Meuthenem a Alexanderem Gaulandem a je přední německou pravicově-populistickou stranou.

Nejpopulárnější pravicově-populistickou stranou v Německu je od roku 2013 Alternativa pro Německo, která se v roce 2017 umístila na třetím místě ve spolkových volbách a stala se tak první pravicově-populistickou stranou, která se dostala do Bundestagu, německého parlamentu. Předtím získávaly pravicově-populistické strany křesla pouze v německých zemských parlamentech. Levicový populismus je ve Spolkovém sněmu zastoupen stranou Levice (Die Linke).
Na regionální úrovni získávají ojediněle podporu pravicově-populistická hnutí jako Pro NRW a Občané v hněvu (Bürger in Wut, BIW). V roce 1989 se Republikáni (Die Republikaner) v čele s Franzem Schönhuberem dostali do berlínského Abgeordnetenhausu a v evropských volbách v roce 1989 dosáhli více než 7 % odevzdaných německých hlasů a získali šest křesel v Evropském parlamentu. Strana také dvakrát získala křesla v zemském sněmu Bádenska-Württemberska v letech 1992 a 1996, ale po roce 2000 podpora Republikánů klesla ve prospěch krajně pravicové Německé lidové unie a neonacistické Národnědemokratické strany Německa (NPD), která ve spolkových volbách v roce 2009 získala 1,5 % hlasů voličů (v regionálních volbách do zemského sněmu získala až 9 %).
V roce 2005 bylo v Kolíně nad Rýnem založeno celostátní Občanské hnutí pro Německo (pro Deutschland). Hnutí Pro Německo vystupuje jako koalice mnoha malých stran, volebních sdružení a spolků, které se vyznačují kampaněmi proti extremismu a přistěhovalcům. Její představitelé se hlásí k politice nulové tolerance a k boji proti korupci. S popíráním multietnické společnosti (Überfremdung) a islamizací sahá jejich politika až ke krajně pravicovým postojům. K dalším menším pravicově-populistickým stranám patří Německá strana svobody založená v roce 2010, bývalá Východoněmecká sociální unie (DSU) a rozpuštěná Strana za ofenzívu právního státu („Schillova strana“).

#### Řecko

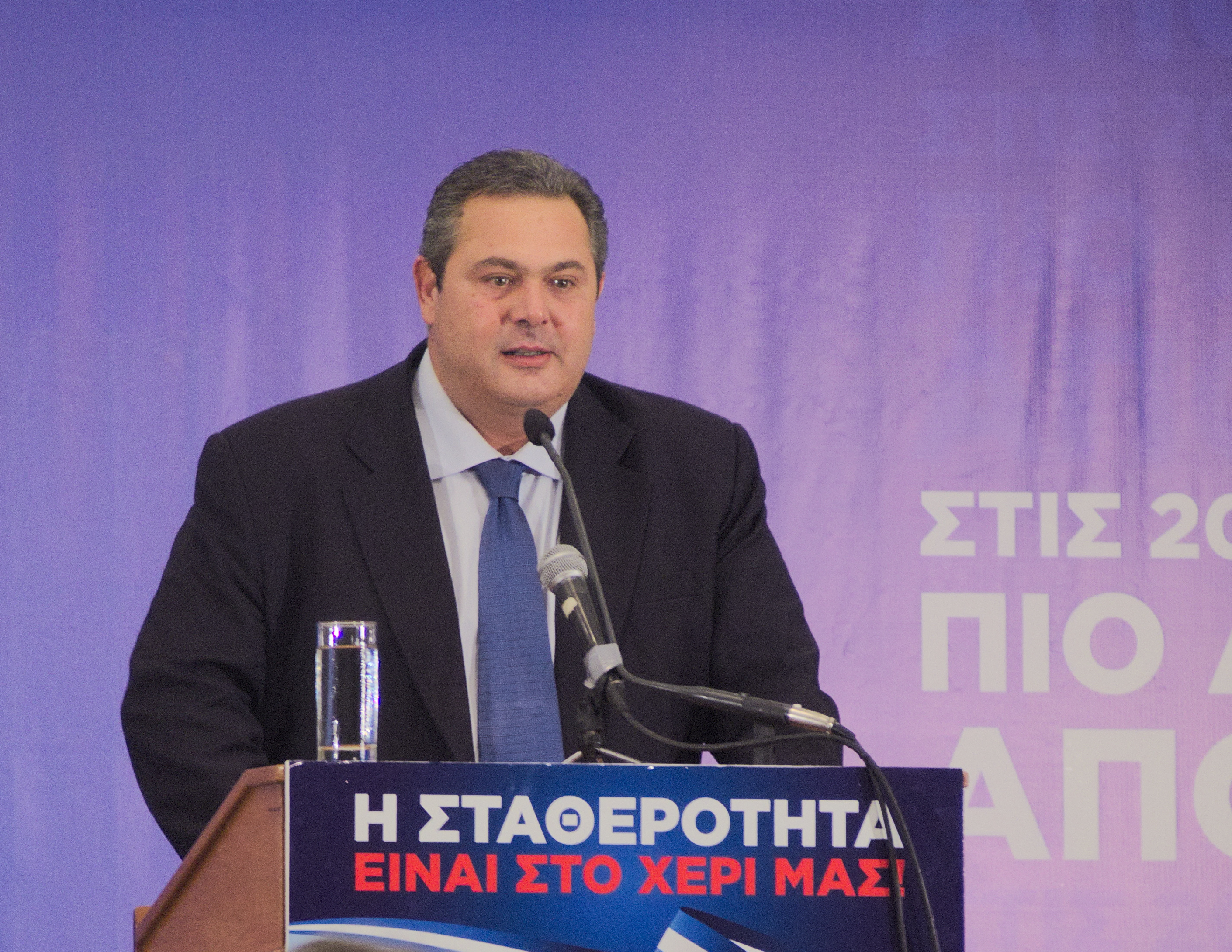
Panos Kammenos, předseda Nezávislých Řeků a řecký ministr národní obrany

Nejvýznamnější pravicově-populistickou stranou v Řecku je Nezávislí Řekové (ANEL). Přestože je ANEL menší než extrémnější strana Zlatý úsvit, po parlamentních volbách v lednu 2015 vytvořila vládní koalici s levicovou Koalicí radikální levice (SYRIZA), čímž se stala vládní stranou a získala místo ve vládě Alexise Tsiprase.
Zlatý úsvit v Řecku během hospodářské krize výrazně posílil a získal 7 % hlasů a 18 z 300 křesel v řeckém parlamentu. Ideologie strany zahrnuje anexi území v Albánii a Turecku, včetně tureckých měst Istanbul a Smyrna. Mezi kontroverzní opatření strany patřila i kuchyně pro chudé v Aténách, která zásobovala pouze řecké občany a byla uzavřena policií.
Lidové pravoslavné shromáždění není zastoupeno v řeckém zákonodárném sboru, ale do roku 2014 dodávalo dva z 22 poslanců Evropského parlamentu. Podporuje antiglobalismus a nižší daně pro malé podniky, stejně jako nesouhlas se vstupem Turecka do Evropské unie a s používáním názvu Makedonie ze strany Republiky Makedonie, stejně jako s přistěhovalectvím pouze pro Evropany. Její účast ve vládě byla jedním z důvodů, proč se stala nepopulární u svých voličů, kteří se ve volbách v Řecku v roce 2012 přiklonili ke Zlatému úsvitu.

#### Itálie

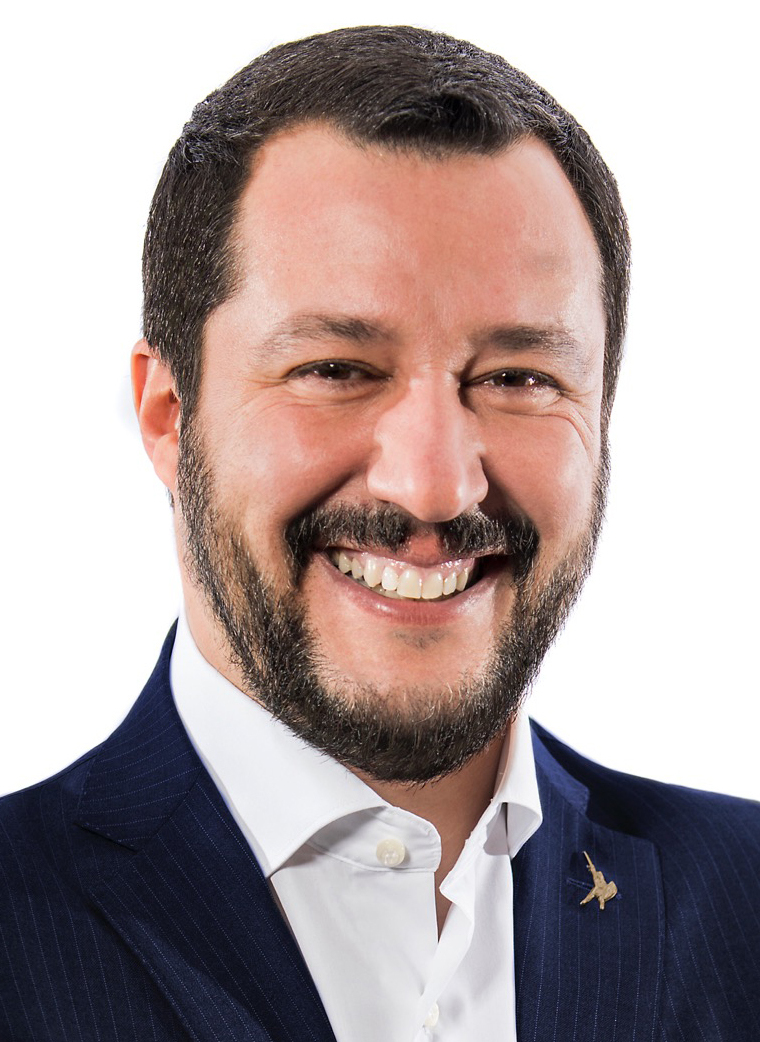
Matteo Salvini, předseda Ligy Severu

V Itálii je nejvýznamnější pravicově-populistickou stranou Lega, dříve Lega Nord (Liga severu), jejíž představitelé odmítají nálepku pravice, nikoli však „populistická“. Liga je federalistická, regionalistická a částečně secesionistická strana, která vznikla v roce 1991 jako federace několika regionálních stran severní a střední Itálie, z nichž většina vznikla a rozšířila se v 80. letech 20. století. Program LN prosazuje přeměnu Itálie ve federální stát, fiskální federalismus a větší regionální autonomii, zejména pro severní regiony. Svého času se strana vyslovovala pro odtržení severu, který nazývá Padánie. Strana obecně zaujímá protijihoitalský postoj, neboť její členové jsou známí tím, že se staví proti emigraci jižních Italů do severoitalských měst, stereotypně označují jižní Italy za osoby zneužívající sociální dávky a škodlivé pro italskou společnost a připisují ekonomické problémy Itálie a rozdíly mezi severem a jihem v italské ekonomice údajným vrozeným negativním vlastnostem jižních Italů, jako je lenost, nedostatečné vzdělání nebo kriminalita. Někteří členové LN jsou známí tím, že veřejně používají urážlivou nadávku „terrone“, což je běžné hanlivé označení jižních Italů, které evokuje negativní jihoitalské stereotypy. Jako federalistická, regionalistická a populistická strana Severu je LN také velmi kritická k centralizované moci a politickému významu Říma a vedle protijižanského postoje někdy v menší míře zaujímá i postoj protiřímský.
S nárůstem imigrace do Itálie od konce 90. let se LN stále více zaměřují na kritiku masové imigrace do Itálie. LN, která se rovněž staví proti nelegální imigraci, kritizuje islám a navrhuje vystoupení Itálie z eurozóny, je považována za euroskeptické hnutí a jako taková je součástí skupiny Identita a demokracie (ID) v Evropském parlamentu. LN byla nebo je součástí národní vlády v letech 1994, 2001-2006, 2008-2011 a 2018-2019. Naposledy strana, mezi jejíž členy patří zejména prezidenti Lombardie a Benátska, získala v parlamentních volbách v roce 2018 17,4 % hlasů a stala se třetí největší stranou v Itálii (největší v rámci středopravé koalice). V evropských volbách v roce 2014 získala pod vedením Mattea Salviniho 6,2 % hlasů. Pod Salvinim se strana do jisté míry přihlásila k italskému nacionalismu a zdůrazňovala euroskepticismus, odpor k imigraci a další „populistické“ politiky, přičemž vytvořila spojenectví s pravicově-populistickými stranami v Evropě.
Silvio Berlusconi, předseda strany Forza Italia a předseda italské vlády v letech 1994–1995, 2001–2006 a 2008–2011, bývá někdy označován za pravicového populistu, ačkoli jeho strana tak obvykle označována není.
Řada národně konzervativních, nacionalistických a zřejmě i pravicově-populistických stran je silná zejména v Laziu, regionu kolem Říma a v jižní Itálii. Většina z nich vznikla v důsledku Italského sociálního hnutí (národně-konzervativní strana, jejíž nejlepší výsledek byl 8,7 % hlasů v parlamentních volbách v roce 1972) a její nástupkyně Národní aliance (která v parlamentních volbách v roce 1996 dosáhla 15,7 % hlasů). Patří mezi ně Bratři Itálie (4,4 % v roce 2018), Nová síla (0,3 %), CasaPound (0,1 %), Trikolórový plamen (0,1 %), Hnutí sociální myšlenky (0,01 %) a Progetto Nazionale (0,01 %).
V německy mluvícím Jižním Tyrolsku je navíc místní druhá největší strana Die Freiheitlichen často označována za pravicově-populistickou stranu.

#### Nizozemsko

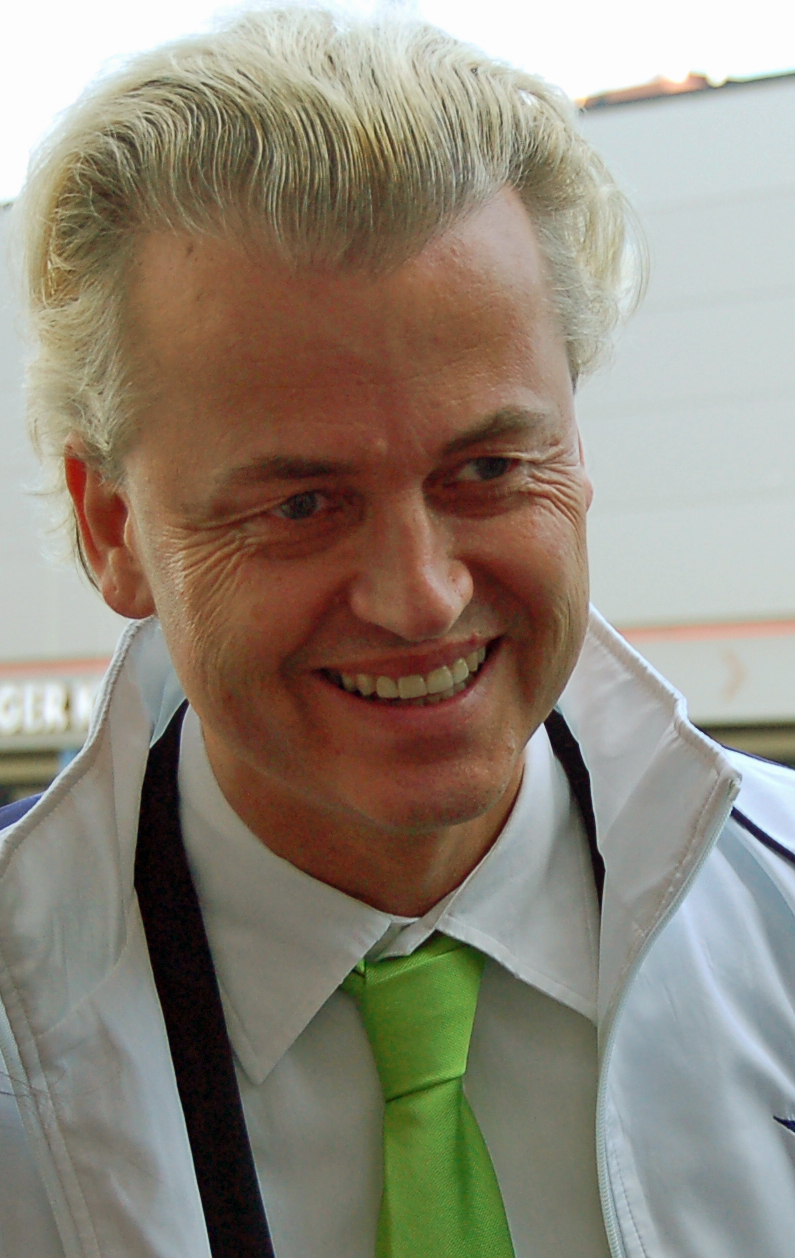
Geert Wilders, vůdce Strany pro svobodu

V Nizozemsku je pravicový populismus zastoupen ve 150členné Sněmovně reprezentantů od roku 1982, kdy Strana středu získala jedno křeslo. V devadesátých letech byla o něco úspěšnější odštěpená strana Centrističtí demokraté, i když její význam byl stále marginální. Teprve v roce 2002 prorazila v Nizozemsku pravicově-populistická strana, když List Pima Fortuyna získal 26 křesel a následně vytvořil koalici s Křesťanskodemokratickou výzvou (CDA) a Lidovou stranou pro svobodu a demokracii (VVD). Fortuyn, který zastával vyhraněné názory proti imigraci, zejména muslimů, byl v květnu 2002, dva týdny před volbami, zavražděn. V roce 2003 se koalice rozpadla a strana se dostala do prudkého úpadku, až byla rozpuštěna.
Od roku 2006 je ve Sněmovně reprezentantů zastoupena Strana pro svobodu (PVV). Po parlamentních volbách v roce 2010 uzavřela pakt s pravicovou menšinovou vládou CDA a VVD poté, co získala 24 křesel ve Sněmovně reprezentantů. Strana je euroskeptická a hraje hlavní roli v měnícím se postoji nizozemské vlády k evropské integraci, neboť ve volbách do Evropského parlamentu v roce 2009 skončila druhá a získala 4 z 25 křesel. Hlavní program strany se točí kolem silné kritiky islámu, omezení migrace z nových zemí Evropské unie a islámských zemí, prosazování kulturní asimilace migrantů do nizozemské společnosti, odporu proti vstupu Turecka do Evropské unie, prosazování vystoupení Nizozemska z Evropské unie a prosazování návratu ke guldenům prostřednictvím ukončení používání eura v Nizozemsku.
PVV stáhla svou podporu prvnímu Rutteho kabinetu v roce 2012 poté, co odmítla podpořit úsporná opatření. To vyvolalo parlamentní volby v roce 2012, v nichž se počet křesel PVV snížil na 15 a PVV byla vyloučena z nové vlády.
V nizozemských parlamentních volbách v roce 2017 získala Wildersova PVV dalších pět křesel a dosáhla celkového počtu 20 křesel, čímž se stala druhou největší stranou v nizozemské Sněmovně reprezentantů.
Od roku 2017 se Fórum pro demokracii stalo další pravicově-populistickou silou v Nizozemsku.

#### Polsko

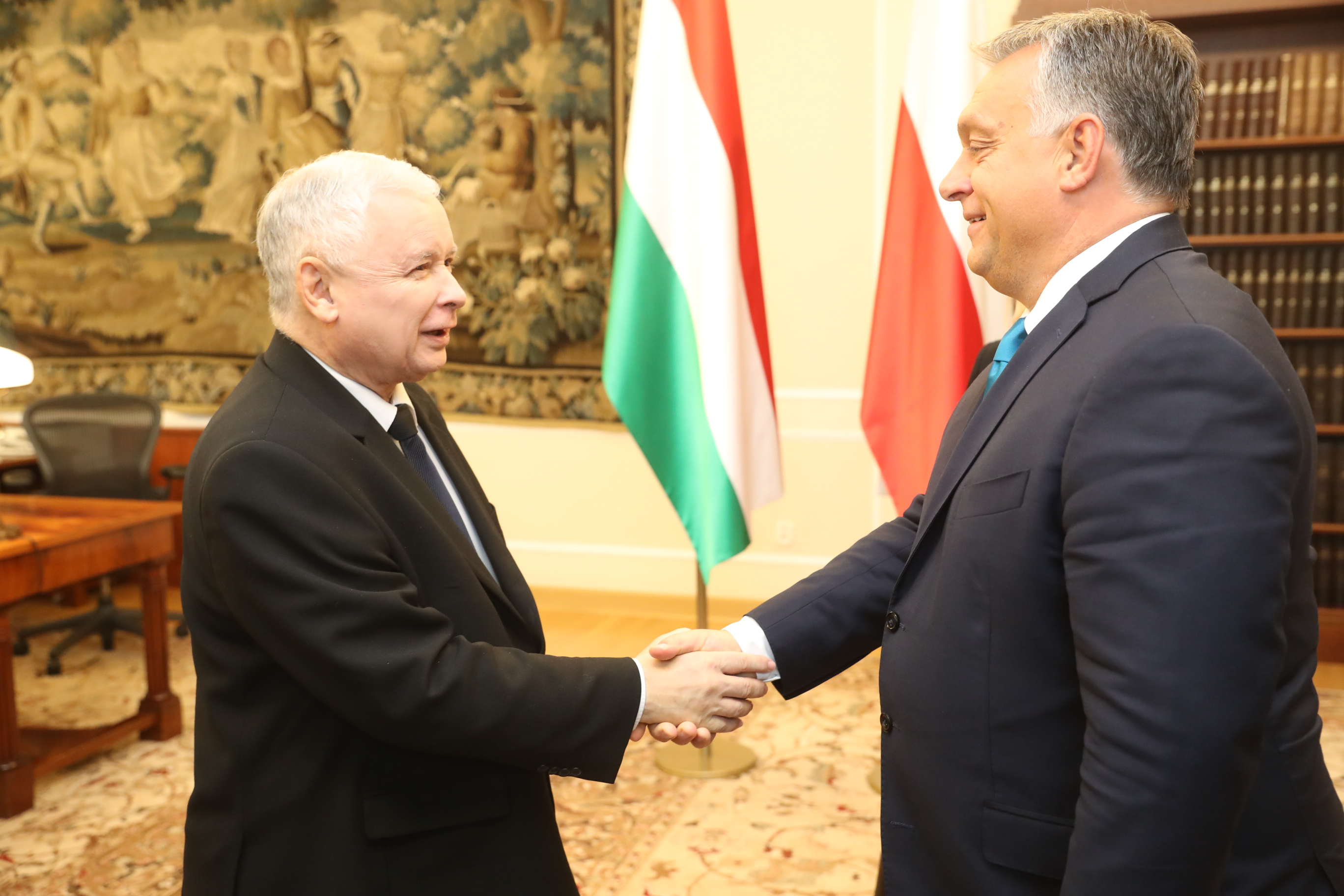
Předseda polské strany Právo a spravedlnost (PiS) Jarosław Kaczyński s maďarským premiérem Viktorem Orbánem

Největší pravicově-populistickou stranou v Polsku je Právo a spravedlnost, která má v současnosti předsednictví i vládní většinu v Sejmu. Kombinuje sociální konzervatismus a kritiku imigrace se silnou podporou NATO a intervencionistickou hospodářskou politikou.
Polský Kongres nové pravice v čele s Michalem Marusikem agresivně prosazuje fiskálně konzervativní koncepty, jako je radikální snížení daní, kterému předchází zrušení sociálního zabezpečení, všeobecné veřejné zdravotnictví, státem financované školství a zrušení komunistické polské zemědělské reformy z roku 1944 jako cestu k dynamickému hospodářskému a sociálnímu růstu. Strana je pravicovými i levicovými publicisty považována za populistickou.

#### Rumunsko
Aliance za svaz Rumunů (AUR), pravicově-populistická strana, se po parlamentních volbách 2020 stala čtvrtou největší politickou silou v Rumunsku.

#### Španělsko

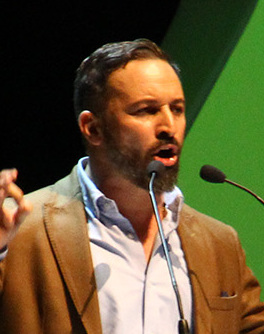
Santiago Abascal, předseda strany VOX, během stranické konference v říjnu 2018.

Ve Španělsku začal pravicový populismus nabírat na síle po volbách do andaluského parlamentu v prosinci 2018, v nichž se pravicově-populistické straně VOX podařilo získat 12 mandátů a dohodnout se na podpoře koaliční vlády pravicové Lidové strany a Ciudadanos, přestože volby vyhrála Španělská socialistická dělnická strana. VOX, která je často označována za krajně pravicovou, a to jak levicovými stranami, tak španělským či mezinárodním tiskem, prosazuje charakteristickou politiku populistické pravice. Mezi takovou politiku patří vyhoštění všech nelegálních přistěhovalců ze země (a to i těch legálních), kteří se dopouštějí trestné činnosti. Obecně chce také zpříšnit trestní právo. To kombinuje s tradičními požadavky pravicových konzervativců, jako je centralizace státu a potlačování autonomních společenství, a ostře kritizuje zákony proti genderovému násilí, schválené socialistickou vládou José Luise Rodrígueze Zapatera, ale později zachované vládou Mariana Rajoye. Obviňuje lidi a instituce, které je hájí, z uplatňování „genderové totality“.
Představitel strany Javier Ortega Smith je vyšetřován kvůli údajným nenávistným projevům poté, co španělská prokuratura připustila stížnost islámského sdružení v souvislosti se shromážděním, na němž se hovořilo o „islamistické invazi“. Volební manifest strany, který byl nakonec zveřejněn, spojil klasickou politiku inspirovanou krajní pravicí s pravicovým liberalismem v oblasti daní a sociálního zabezpečení.
Po měsících politické nejistoty a protestů proti straně v Andalusii a dalších regionech se VOX ve španělských parlamentních volbách 2019 podařilo získat 24 poslanců v Poslaneckém sněmu s 10,26 % hlasů, což zaostalo za očekáváním po intenzivní volební kampani, v níž VOX na svých akcích shromáždila velké davy lidí. Ačkoli lídři Lidové strany a Ciudadanos Pablo Casado a Albert Rivera během kampaně opakovaně připouštěli, že se opět dohodnou s VOX, aby se dostali do vlády, součet všech jejich mandátů jim nakonec nedal zdaleka žádnou šanci, a vládu tak sestavil socialista Pedro Sánchez.

#### Švédsko
Švédští demokraté jsou třetí největší stranou ve Švédsku, v parlamentních volbách 2018 získali 17,53 % hlasů.

#### Švýcarsko
Ve Švýcarsku dosáhla pravicově-populistická Švýcarská lidová strana (SVP) ve volbách v roce 2015 historického maxima. Strana je považována především za národně konzervativní, ale bývá také různě označována jako „krajně pravicová“ a „radikálně pravicově-populistická“, což odráží spektrum ideologií zastoupených mezi jejími členy. Do jejího krajně pravicového křídla patří například Ulrich Schlüer nebo Pascal Junod, který vede studijní skupinu Nová pravice a je spojován s popíráním holocaustu a neonacismem.
Ve Švýcarsku měly radikálně pravicové populistické strany v roce 1971 téměř 10 % hlasů, v roce 1979 se jejich podíl snížil pod 2 % a v roce 1991 opět vzrostl na více než 10 %. Od roku 1991 byly tyto strany (Švýcarští demokraté a Švýcarská strana svobody) pohlceny SVP. Během 90. let se SVP stala ze čtvrté největší strany největší a v roce 2003 získala druhé křeslo ve Švýcarské federální radě, kde zasedl významný politik a podnikatel Christoph Blocher. V roce 2015 získala SVP 29,4 % hlasů, což je vůbec nejvyšší počet hlasů, jaký kdy jedna strana v celé historii švýcarského parlamentu získala.

#### Turecko
Strana spravedlnosti a rozvoje (AKP) a její vůdce Recep Tayyip Erdoğan je u moci od roku 2002.

#### Spojené království
Média jako The New York Times označila Stranu nezávislosti Spojeného království (UKIP), tehdy vedenou Nigelem Faragem, za největší pravicově-populistickou stranu ve Spojeném království. Strana UKIP vedla před referendem o členství v Evropské unii v roce 2016 kampaň za vystoupení z Evropské unie a za zavedení bodového imigračního systému podobného tomu, který se používá v Austrálii.

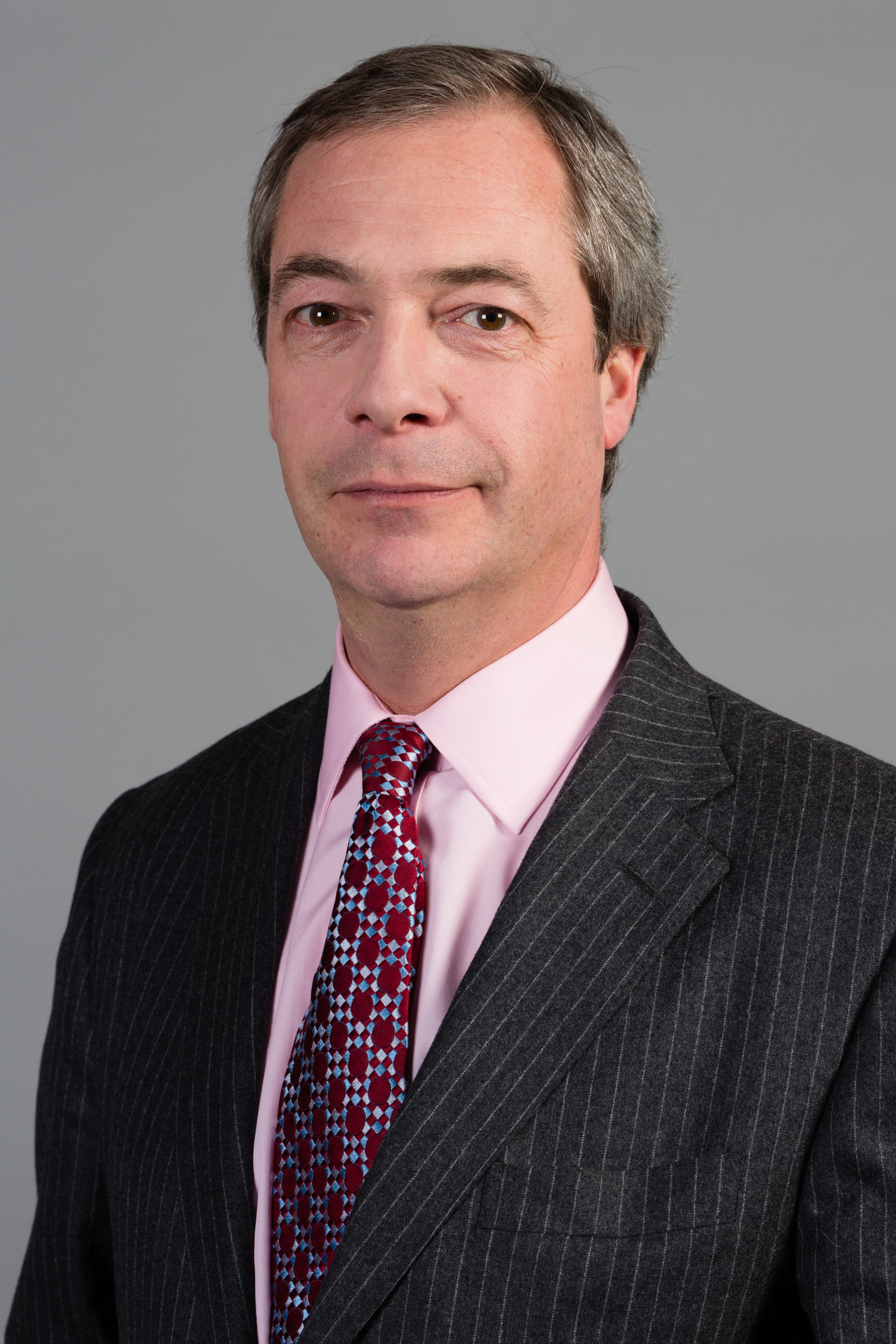
Nigel Farage, bývalý britský europoslanec, bývalý předseda Strany nezávislosti Spojeného království a Strany pro brexit.

Konzervativní strana Spojeného království zaznamenala přeběhlíky k UKIP kvůli debatám o Evropské unii, imigraci a právech LGBT.
V Konzervativní straně byl předseda strany a premiér Boris Johnson během úspěšné kampaně Vote Leave označován za člověka, který vyjadřuje pravicově-populistické názory. Jacob Rees-Mogg, předseda Dolní sněmovny, je rovněž označován za pravicového populistu.
V Severním Irsku je hlavní pravicově-populistickou silou Demokratická unionistická strana (DUP).

### Amerika

#### Brazílie

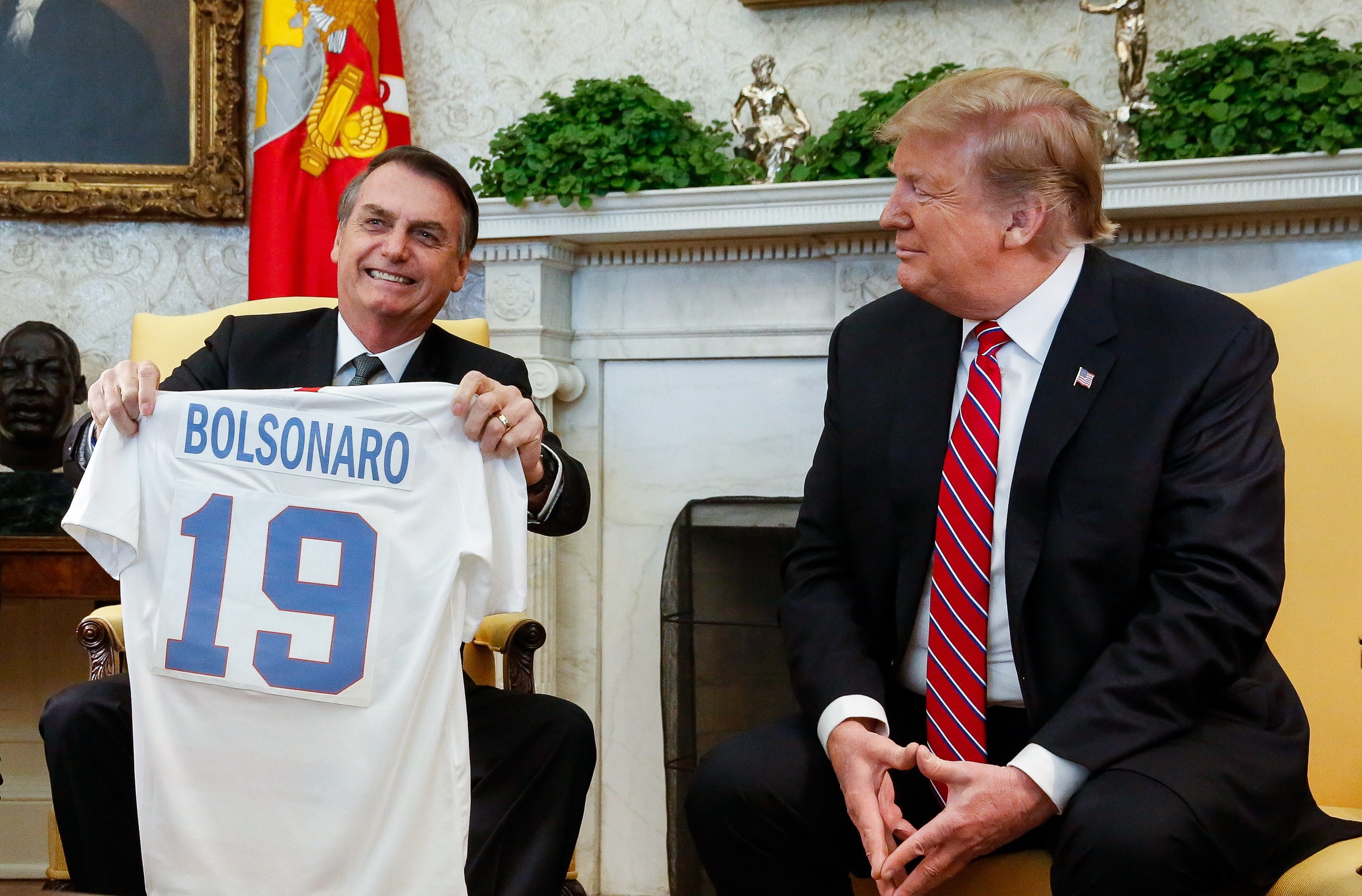
Brazilský prezident Jair Bolsonaro s americkým prezidentem Donaldem Trumpem v březnu 2019

V Brazílii začal pravicový populismus sílit zhruba v době, kdy Dilma Rousseffová vyhrála prezidentské volby v roce 2014. V brazilských parlamentních volbách v roce 2014 se Levy Fidelix z brazilské Strany obnovy práce představil s konzervativním projevem a podle svých slov byl jediným pravicovým kandidátem. Vyslovoval se pro hodnoty tradiční rodiny a vystupoval proti potratům, legalizaci marihuany, sňatkům osob stejného pohlaví a navrhoval, aby homosexuálové byli léčeni daleko od rodin spořádaných občanů a dělníků. V prvním kole všeobecných voleb získal Fidelix 446 878 hlasů, což představuje 0,43 % hlasů voličů. Fidelix se umístil na 7. místě z 11 kandidátů. Ve druhém kole Fidelix podpořil kandidáta Aécia Nevese.
Podle politického analytika Mezispojeneckého oddělení parlamentního poradenství Antônia Augusta de Queiroze lze Národní kongres zvolený v roce 2014 považovat za nejkonzervativnější od dob „redemokratizačního“ hnutí, přičemž zaznamenal nárůst počtu poslanců spojených s konzervativnějšími segmenty, jako jsou ruralisté, armáda, policie a náboženská pravice. Následná hospodářská krize v roce 2015 a vyšetřování korupčních skandálů vedly k pravicovému hnutí, které se snažilo zachránit fiskálně a sociálně konzervativní myšlenky z opozice vůči levicové politice Dělnické strany. Současně se mezi mnoha dalšími objevili mladí tržní liberálové a pravicoví liberálové, jako jsou ti, kteří tvoří Hnutí za svobodnou Brazílii. Podle Manheima (1952) může v rámci jedné skutečné generace existovat několik generací, které nazval „diferencovanými a antagonistickými“. Pro něj není generaci charakteristické společné datum narození, i když na něm záleží, ale spíše historický okamžik, v němž žijí společně. V tomto případě byl tímto historickým okamžikem impeachment Dilmy Rousseffové. Lze je nazvat „generací po Dilmě“.
Po obžalobě prezidentky Rousseffové se úřadu ujal centristický dočasný prezident Michel Temer. V říjnu 2017 měl Temer 3% podporu a čelil korupčnímu skandálu poté, co proti němu bylo vzneseno obvinění z maření výkonu spravedlnosti a vydírání. Soudnímu procesu se vyhnul díky podpoře pravicových stran v brazilském Kongresu. Oproti tomu předseda Senátu Renan Calheiros, který byl uznáván jako jedna z klíčových postav stojících za sesazením Rousseffové a člen centristické Strany brazilského demokratického hnutí, byl sám odvolán z funkce poté, co čelil obvinění ze zpronevěry.
V březnu 2016 se krajně pravicový poslanec Jair Bolsonaro po vstupu do Sociálně-křesťanské strany rozhodl kandidovat na prezidenta republiky. V roce 2017 se pokusil stát prezidentským kandidátem strany Patriota, ale nakonec Bolsonaro vstoupil do Sociálně liberální strany a s podporou Brazilské strany obnovy práce vyhrál prezidentské volby v roce 2018 a za ním skončil levicový bývalý starosta São Paula Fernando Haddad z Dělnické strany Luize Inácia Luly da Silvy. Lula nesměl kandidovat poté, co byl odsouzen za korupci a uvězněn. Bolsonaro byl nařčen z rasistické, xenofobní, misogynní a homofobní rétoriky. Jeho kampaň se soustředila na odpor ke kriminalitě, politické korupci, identitě LGBT a na podporu militarismu, katolicismu, evangelikalismu a snižování daní.

#### Kanada
Kanada má za sebou historii pravicově-populistických protestních stran a politiků, zejména v západní Kanadě, částečně kvůli myšlence odcizení Západu. Velmi úspěšná Kanadská strana sociálního kreditu (Social Credit Party of Canada) soustavně získávala křesla v Britské Kolumbii, Albertě a Saskatchewanu, ale v 70. letech 20. století upadla v zapomnění. Reformní strana Kanady vedená Prestonem Manningem byla další pravicově-populistickou stranou, která vznikla v důsledku politiky středopravicové Progresivní konzervativní strany Kanady, která odradila mnoho konzervativních toryů. Obě strany se nakonec sloučily do Konzervativní strany Kanady.
V posledních letech se v rámci Konzervativní strany Kanady a hlavních provinčních stran objevily pravicově-populistické prvky, k nimž se hlásí zejména ontarijská poslankyně Kellie Leitchová, podnikatel Kevin O'Leary, quebecký premiér François Legault, bývalý starosta Toronta Rob Ford a jeho bratr, ontarijský premiér Doug Ford.
V srpnu 2018 opustil konzervativní poslanec Maxime Bernier stranu a následující měsíc založil Lidovou stranu Kanady, která je popisována jako populistické hnutí „napravo od středu“.

#### Kostarika
V předvolební kampani v Kostarice v roce 2018 byli jak evangelikální křesťanský kandidát Fabricio Alvarado, tak pravicový antiestablishmentový kandidát Juan Diego Castro označováni za příklady pravicových populistů.

#### Spojené státy americké
Mezi rané předchůdce pravicového populismu, které existovaly v USA v 19. století, patří Protizednářská strana a strana Know Nothing. Populistická strana (existující v 90. letech 19. století) byla především levicovým populistickým hnutím.[zdroj?]
Moore (1996) tvrdí, že „populistická opozice vůči rostoucí moci politických, ekonomických a kulturních elit“ pomáhala od 20. let 20. století formovat „konzervativní a pravicová hnutí“. Mezi historické pravicově-populistické osobnosti obou hlavních stran ve Spojených státech patřili Thomas E. Watson, Strom Thurmond, Joe McCarthy, Barry Goldwater, George Wallace and Pat Buchanan.
Rasmussen a Schoen (2010) charakterizují hnutí Tea Party jako „pravicové antisystémové populistické hnutí“. Dodávají: „Naše země se dnes nachází uprostřed... nové populistické revolty, která se v drtivé většině objevila na pravici - projevuje se jako hnutí Tea Party“. V roce 2010 napsal David Barstow v deníku The New York Times: „Hnutí Tea Party se stalo platformou konzervativní populistické nespokojenosti“. Některé politické osobnosti úzce spjaté s Tea Party, jako například americký senátor Ted Cruz a bývalý americký poslanec Ron Paul, jsou označovány za příznivce pravicového populismu. Ve Sněmovně reprezentantů USA je Freedom Caucus, který je spojován s hnutím Tea Party, označován za pravicově-populistický.
Prezidentská kampaň Donalda Trumpa v roce 2016, která se vyznačovala rétorikou zaměřenou proti establishmentu, imigraci a volnému obchodu, byla charakterizována jako kampaň pravicového populisty. Takto byla popsána i ideologie Trumpova bývalého hlavního stratéga Steva Bannona. Podle studie z roku 2018 existuje silná korelace mezi poměrem pracovních míst v USA, která byla ztracena kvůli automatizaci, a státy – jako je Iowa, Michigan, Ohio, Pensylvánie a Wisconsin – které v roce 2012 volily Baracka Obamu a v roce 2016 Trumpa.

### Asijsko-pacifické země

#### Austrálie

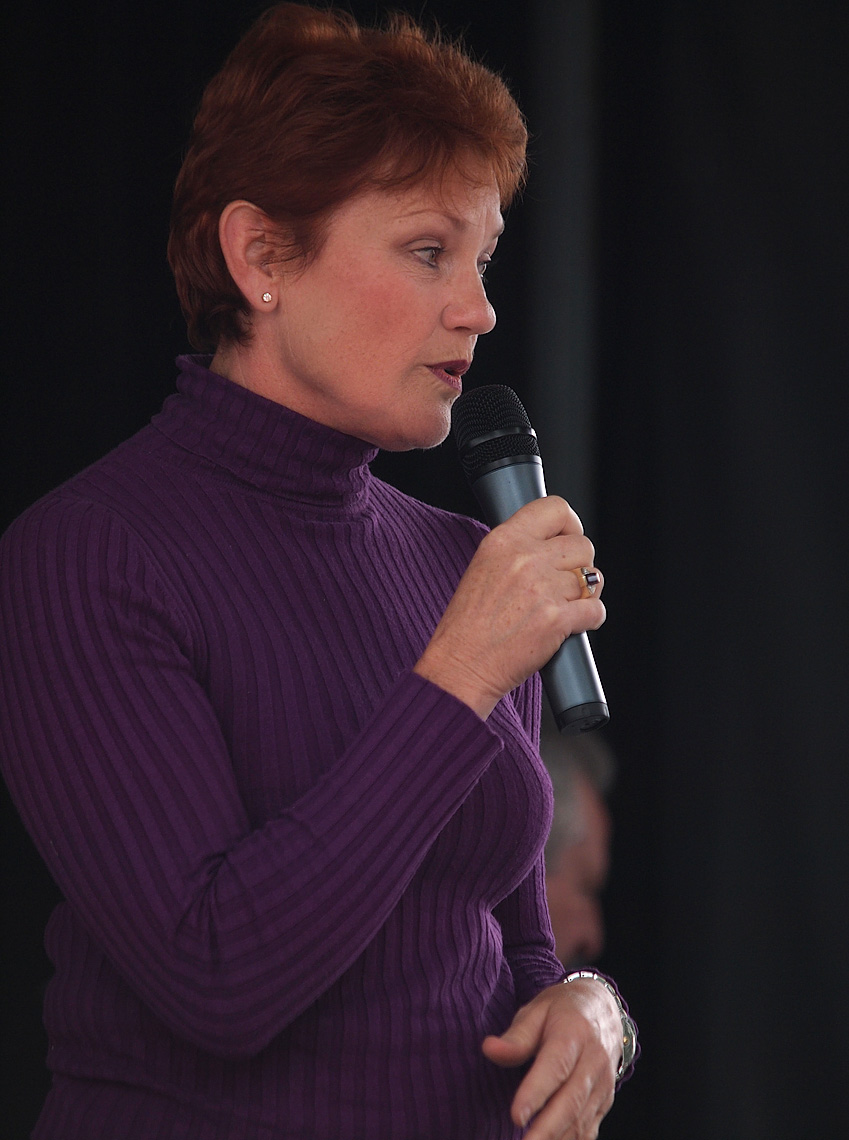
Pauline Hansonová, vůdkyně strany One Nation

Hlavní pravicově-populistickou stranou v Austrálii je One Nation, kterou vede Pauline Hansonová, senátorka za Queensland. One Nation obvykle podporuje vládní koalici.
Mezi další strany dříve zastoupené v australském parlamentu s pravicově-populistickými prvky a rétorikou patří Australští konzervativci pod vedením Coryho Bernardiho, senátora za Jižní Austrálii, libertariánská Liberálně demokratická strana Davida Leyonhjelma, senátora za Nový Jižní Wales, a Katterova australská strana, kterou vede poslanec za Queensland Bob Katter. Liberálně demokratická strana a australští konzervativci dříve tvořili hlasovací blok v australském Senátu.
Některé osobnosti Liberální strany Austrálie, která je součástí koalice, byly označeny za pravicové populisty, včetně bývalého premiéra Tonyho Abbotta a ministra vnitra Petera Duttona.

#### Indie
V Indii se pravicový populismus objevil koncem 80. let 20. století v podobě Indické lidové strany (BJP), politické strany úzce spjaté s Ráštríj svajamsévak sangh (RSS). Pravicový populismus byl podporován RSS, která se staví proti pronásledování hinduistů různými invazními silami v průběhu staletí a je také připisována konceptu hindutvy. Chce prosadit rovné občanství a chránit starobylou civilizaci a kulturu hinduismu tím, že omezí ústupky menšinám a prosadí jednotný občanský zákoník. Vysoce oceňuje hinduistické krále, jako byl Čattrapatí Šivádží Mahárádža, rádžputský král Mahárána Pratap, sociální filozofy a reformátory, jako byli Svámí Vivekánanda a Dajánand Sarasvatí, a další hinduistické civilizační ikony. Strana je extrémně nacionalistická a zaujímá přísný postoj, pokud jde o terorismus.[zdroj?]

#### Japonsko
Bývalí premiéři Šinzó Abe a Džuničiró Koizumi jsou označováni za pravicové nacionalisty a populisty. Například v projevu k zákonodárcům Liberálně demokratické strany v Tokiu 8. března 2019 Steve Bannon řekl, že „premiér Abe je velkým hrdinou pro lidové, populistické a nacionalistické hnutí na celém světě“.

#### Pákistán
Nedávná vlna pravicového populismu se v Pákistánu projevila v podobě Pákistánského hnutí za spravedlnost. Jeho vůdce Imran Chán zuřivě útočí na tradiční politiky a přesvědčuje lidi, že pouze on má řešení. Britský novinář Ben Judah v rozhovoru přirovnal Imrana Khana k Donaldu Trumpovi kvůli jeho populistické rétorice.

#### Jižní Korea

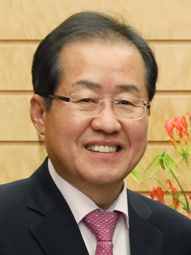
Hong Džun-pjo, bývalý vůdce LKP

Konzervatismus v Jižní Koreji tradičně inklinuje spíše k elitářství než k populismu. Od jihokorejského politického skandálu v roce 2016 však korejské konzervativní síly změnily svou politickou linii směrem k populismu, protože se mezi korejskou veřejností rozšířila nedůvěra k elitám.
Hong Džun-pjo a Lee Un-džu ze Strany lidové moci (dříve Sjednocená budoucnost) jsou přední pravicoví populisté, kteří prosazují antihomosexualismus, antiimigraci a sociální konzervatismus.
Jihokorejští pravicoví populisté prezentují revizionistický pohled na povstání v Kwangdžu a trvají na tom, že obžaloba bývalé prezidentky Park Kun-hje je špatná, čímž podněcují nostalgii konzervativní veřejnosti po vládě prezidenta Pak Čong-hui. Projevuje také radikální protiseverokorejský, protičínský a protikomunistický postoj.

#### Tchaj-wan
Tchajwanští pravicoví populisté mají tendenci popírat nezávislou identitu své země „Tchaj-wanu“ a zdůrazňovat svou identitu jako „Čínské republiky“. Tchajwanští levicoví nacionalisté mají silné proamerické tendence, k čemuž se tchajwanští konzervativci staví kriticky. Zejména tchajwanští pravicoví populisté požadují, aby otázky hospodářského růstu a pravicově nacionalistické otázky Číny byly důležitější než liberální demokracie a aby se Tchaj-wan sblížil s Čínskou lidovou republikou. Jedním z předních tchajwanských pravicových populistů je Terry Gou a Han Kuo-jü.